# Atyria eion
Atyria eion är en fjärilsart som beskrevs av Druce 1899. Atyria eion ingår i släktet Atyria och familjen mätare. Inga underarter finns listade i Catalogue of Life.